# Pengshui
Pengshui är ett autonomt härad för tujia- och miao-folken i Chongqings storstadsområde i sydvästra Kina.
Pengshui tillhörde tidigare Sichuan-provinsen, men överfördes till Chongqing när staden fick provinsstatus 1997.

## Administrativ indelning
Distriktet är indelat i tre stadsdelsdistrikt, 18 köpingar och 18 socknar.
Stadsdelsdistrikt (jiedao):

- Dianshui (靛水街道)
- Hanjia (汉葭街道)
- Shaoqing (绍庆街道)

Köpingar (zhen):

- Anzi (鞍子镇)
- Baojia (保家镇)
- Changsheng (长生镇)
- Datong (大同镇)
- Gaogu (高谷镇)
- Huangjia (黄家镇)
- Lianhu (连湖镇)
- Longshe (龙射镇)
- Longxi (龙溪镇)
- Lujiao (鹿角镇)
- Meiziya (梅子垭镇)
- Ping'an (平安镇)
- Puzi (普子镇)
- Sangzhe (桑柘镇)
- Taiyuan (太原镇)
- Wanzu (万足镇)
- Xintian (新田镇)
- Yushan (郁山镇)

Socknar (xiang):

- Daya (大垭乡)
- Ditang (棣棠乡)
- Langxi (朗溪乡)
- Lianhe (联合乡)
- Longtang (龙塘乡)
- Luming (鹿鸣乡)
- Lutang (芦塘乡)
- Qiaozi (乔梓乡)
- Runxi (润溪乡)
- Sanyi (三义乡)
- Shangan (善感乡)
- Shiliu (石柳乡)
- Shipan (石盘乡)
- Shuanglong (双龙乡)
- Tonglou (桐楼乡)
- Yandong (岩东乡)
- Zhufo (诸佛乡)
- Zouma (走马乡)